# Bebearia chloeropis
Bebearia chloeropis är en fjärilsart som beskrevs av Bethune-Baker 1908. Bebearia chloeropis ingår i släktet Bebearia och familjen praktfjärilar. Inga underarter finns listade i Catalogue of Life.